# 21546 Konermann
A 21546 Konermann (ideiglenes jelöléssel 1998 QH34) a Naprendszer kisbolygóövében található aszteroida. A LINEAR projekt keretében fedezték fel 1998. augusztus 17-én.